# Carex acidicola
Carex acidicola là một loài thực vật có hoa trong họ Cói. Loài này được Naczi mô tả khoa học đầu tiên năm 2002.